# Roger Ebert
Roger Joseph Ebert (IPA: /ˈiːbərt/; Urbana, Illinois, 1942. június 18. – Chicago, Illinois, 2013. április 4.) amerikai újságíró, filmtörténész, filmkritikus és forgatókönyvíró.

## Munkássága
1967-től haláláig a Chicago Sun-Times munkatársa volt. 1975-ben az első Pulitzer-díjjal jutalmazott filmkritikus lett. Több mint 200 újság jelentette meg a filmkritikáit Amerika-szerte. Ebert több mint húsz könyv szerzője volt.
Ebert a Chicago Tribune kritikusával, Gene Siskellel közösen tette népszerűvé a filmkritikai televízióműsorokat, közösen vezették a PBS csatorna Sneak Previews című műsorát, melyben humorral fűszerezve véleményezték a legújabb alkotásokat. Siskel 1999-ben bekövetkezett halálát követően Ebert Richard Roeperrel vezette a műsort. 2005-ben Ebert lett az első filmkritikus, aki csillagot kapott a Hollywoodi hírességek sétányán.
Ebert 2002 óta pajzsmirigy- és nyálmirigyrákkal küzdött. Műtéti komplikációk következtében 2006-ban megnémult és nem tudott enni sem, de továbbra is írt kritikákat újságoknak és saját weboldalára.
Neil Steinberg (Chicago Sun-Times) szerint „Ebert vitán felül a nemzet legkiemelkedőbb és legbefolyásosabb filmkritikusa volt”.

## Művei
- Scorsese by Ebert (ISBN 978-0-226-18202-5)
- Awake in the Dark: The Best of Roger Ebert (ISBN 0-226-18200-2)
- Ebert's "Bigger" Little Movie Glossary (ISBN 0-8362-8289-2)
- The Great Movies (ISBN 0-7679-1038-9), The Great Movies II (ISBN 0-7679-1950-5), and The Great Movies III (ISBN 9780226182087)
- I Hated, Hated, Hated This Movie (ISBN 0-7407-0672-1)
- Roger Ebert's Book of Film (ISBN 0-393-04000-3)
- Questions For The Movie Answer Man (ISBN 0-8362-2894-4)
- Behind the Phantom's Mask (ISBN 0-8362-8021-0)
- The Perfect London Walk (ISBN 0-8362-7929-8)
- Your Movie Sucks (ISBN 0-7407-6366-0)
- Roger Ebert's Four-Star Reviews 1967–2007 (ISBN 0-7407-7179-5)
- An Illini Century: One Hundred Years of Campus Life (no ISBN)
- Roger Ebert. The Pot and How to Use It: The Mystery and Romance of the Rice Cooker. Andrews McMeel Publishing (2010). ISBN 0-7407-9142-7. OCLC 449846539[13]
- A Horrible Experience of Unbearable Length (ISBN 1449410251)
- Life Itself: A Memoir. New York: Grand Central Publishing, 2011. (ISBN 0-4465-8497-5)

### Magyarul
- Száz híres film; ford. Gecsényi Györgyi; Európa, Budapest, 2006

## Fordítás
- Ez a szócikk részben vagy egészben  a   Roger Ebert című angol Wikipédia-szócikk ezen változatának fordításán alapul.  Az eredeti cikk szerkesztőit annak laptörténete sorolja fel. Ez a jelzés csupán a megfogalmazás eredetét és a szerzői jogokat jelzi, nem szolgál a cikkben szereplő információk forrásmegjelöléseként.